# Trois contrepoints

Trois contrepoints (H. 43) est une composition de musique de chambre d'Arthur Honegger composée en 1922. Ces trois miniatures ont chacune une instrumentation spécifique. L'œuvre a été créée à Paris le 16 février 1925.

## Structure
1. Prélude à deux voix (Allegro con marcato, alla breve) pour hautbois et violoncelle.
2. Choral à trois voix (largo) pour violon, cor anglais et violoncelle
3. Canon sur basse obstinée à quatre voix (Presto) pour flûte, violon, cor anglais et violoncelle.